# Бразильцы в Суринаме
Бразильцы в Суринаме (нидерл. Brazilianen in Suriname) — этническая группа лиц бразильского происхождения, проживающая на территории Суринама.
Точное число бразильцев в стране неизвестно; приблизительно их численность оценивается от 20 000 (3,5% от общей численности населения) до 40 000 (10% от общей численности населения) человек. Большинство из них работает в качестве «гаримпейрос» (нелегальные старатели) или связаны с нелегальной торговлей и проституцией. В суринамской массовой культуре мигранты из Бразилии приобрели образ «преступников», приехавших «грабить страну». Вместе с тем, их также считают «работягами».
По вероисповеданию бразильцы в Суринаме в подавляющем большинстве христиане-католики. Говорят на португальском языке и сранан-тонго.
Большинство мигрантов бразильского происхождения в Суринаме из экономически неразвитого северо-востока Бразилии; в основном из штатов Мараньян и Пара. Как правило, это малообразованные и даже безграмотные люди. Они прибывают в Суринам в аэропорт Зандерей рейсами из Гайаны и Французской Гвианы. Мигранты прибывают с целью заработать денег и вернуться на родину. Поэтому они обычно остаются в стране лишь по нескольку лет. Трудовые мигранты-бразильцы ладят с суринамскими маронами, но иногда случаются инциденты, как, например, беспорядки в Албине в 2009 году, когда мароны напали на старателей после того, как бразилец убил их соплеменника.
Большинство бразильцев живут в бараках, рядом с золотыми приисками. Тем не менее, они регулярно посещают Парамарибо, чтобы продать золото, сделать покупки или по семейным обстоятельствам. В результате на севере Парамарибо образовалась большая община бразильцев. Район в этой части города называют «Маленьким Беленом». За пределами Парамарибо значительные общины бразильцев есть в округах Брокопондо, Сипаливини и Маровейне.